# Hans Belting
Hans Belting (Andernach, 7 de julho de 1935 – Berlim, 10 de janeiro de 2023) foi um historiador de arte alemão e reconhecido especialista em arte medieval, renascentista e sobre o período da Reforma, bem como sobre a teoria da imagem e arte contemporânea.

## Publicações
Livros
- Die Basilica dei Ss. Martiri in Cimitile und ihr frühmittelalterlicher Freskenzyklus, Wiesbaden, Steiner, 1962.
- Das illuminierte Buch in der spätbyzantinischen Gesellschaft, Heidelberg, C. Winter, 1970.
- Die Bibel des Niketas: ein Werk der höfischen Buchkunst in Byzanz und sein antikes Vorbild, Wiesbaden, Reichert, 1979.
- Das Bild und sein Publikum im Mittelalter: Form und Funktion früher Bildtafeln der Passion, Berlin, Mann, 1981.
- Das Ende der Kunstgeschichte?, München, Dt. Kunstverlag, 1983.
- Max Beckmann: die Tradition als Problem in der Kunst der Moderne, München, Dt. Kunstverl, 1984.
- Bild und Kult. Eine Geschichte des Bildes vor dem Zeitalter der Kunst, München, C.H.Beck, 1990.
- Die Deutschen und ihre Kunst. Ein schwieriges Erbe, München, C.H.Beck, 1992.
- Das Ende der Kunstgeschichte - Eine Revision nach zehn Jahren, München, C.H.Beck, 1995.
- Das Unsichtbare Meisterwerk. Die modernen Mythen der Kunst, München, C.H. Beck, 1998.
- Identität im Zweifel. Ansichten der deutschen Kunst, Köln, DuMont, 1999.
- Bild-Anthropologie. Entwürfe für eine Bildwissenschaft, München, Fink, 2001.
- Hieronymus Bosch. Der Garten der Lüste, München, Prestel, 2002.
- Thomas Struth: museum photographs, London, Thames & Hudson, 2004.
- Das echte Bild. Bildfragen als Glaubensfragen, München, C. H. Beck, 2005.
- Szenarien der Moderne: Kunst und ihre offenen Grenzen, Hamburg, Philo & Philo Fine Arts, 2005.
- Florenz und Bagdad. Eine westöstliche Geschichte des Blicks, München, C. H. Beck, 2008.
- Der Blick hinter Duchamps Tür. Kunst und Perspektive bei Duchamp. Sugimoto. Jeff Wall, Köln, Walther König, 2009.
- Spiegel der Welt: Die Erfindung des Gemäldes in den Niederlanden, München, C. H. Beck, 2010.

Livros em português
- Hans Belting (1995), O Fim da História da Arte, trad. R. Nascimento, São Paulo, Cosac Naify, 2012.
- Hans Belting (2002), Antropologia da Imagem, trad. A. Morão, ed. J. F. Figueira, V. Silva, Lisboa, KKYM+EAUM, 2014.
- Hans Belting (2005), A Verdadeira Imagem, trad. A. Morão, Porto, Dafne, 2011.
- Hans Belting (2010), Semelhança e presença: a história da imagem antes da era da arte, trad. G. Vasconcellos, Rio de Janeiro, s. n., 2010.

Ensaios em português
- Hans Belting, "No crepúsculo do modernismo. Arte e teoria da arte em competição", trad. A. Morão, in www.proymago.pt, dezembro, 2011.
- Hans Belting, "A exposição de culturas", trad. A. Morão, in www.proymago.pt, dezembro, 2011.
- Hans Belting, "Sísifo ou Prometeu? Da arte e da tecnologia, hoje", trad. A. Morão, KKYM+IHA, 2014. [ebook ymago]

## Morte
Belting morreu no dia 10 de janeiro de 2023, aos 87 anos.